# Noire de Thibar
 (avril 2015).
Si vous disposez d'ouvrages ou d'articles de référence ou si vous connaissez des sites web de qualité traitant du thème abordé ici, merci de compléter l'article en donnant les références utiles à sa vérifiabilité et en les liant à la section « Notes et références ».
La noire de Thibar est une race de mouton reconnue officiellement en 1945 en Tunisie et au Moyen-Orient.

## Histoire
Cette race doit sa naissance en 1911 par des sélections opérées par les pères blancs dans leur domaine agricole de Saint-Joseph de Thibar, dans le bassin de la Medjerda, l'ancien « grenier de Rome », à l'ouest de la Tunisie.
En premier lieu, deux types de croisement sont mis en œuvre : 
- bélier mérinos noir d'Arles (de la Crau) contre brebis algérienne à queue fine ;
- bélier mérinos pur contre brebis algérienne.

Neuf ans après, la sélection est faite sur la couleur noire. Dans les années 1970, du sang de la race brun-noir de Suisse est infusé.
La couleur noire de cette race esté conçue afin de lutter contre la photosensibilisation appelée « HAMRA », que présente la race locale de couleur claire à la suite de la consommation du millepertuis.

## Description
- Destination : mouton de boucherie ;
- Couleur : noire, ne laisse à découvert que la tête, la gorge, la face interne de la queue et le périnée ;
- Taille : moyenne, 65 ± 8,7 kg ;
- Tête : allongée, qui présente un front plein, subconcave et sans cornes ;
- Tronc : cylindrique ;
- Membres : fins ;
- Peau et muqueuses : pigmentées.

## Aptitudes
La race est utilisée pour la production de la laine en premier lieu puis la viande. La prolificité peut atteindre 140 %.